# Braunsia
A Braunsia a szegfűvirágúak (Caryophyllales) rendjébe, ezen belül a kristályvirágfélék (Aizoaceae) családjába tartozó nemzetség.

## Előfordulásuk
A Braunsia-fajok természetes előfordulási területe a Dél-afrikai Köztársaságban található meg.

## Rendszerezés
A nemzetségbe az alábbi 7 faj tartozik:
- Braunsia apiculata (Kensit) L.Bolus
- Braunsia bina (N.E.Br.) Schwantes
- Braunsia geminata (Haw.) L.Bolus
- Braunsia maximiliani (Schltr. & A.Berger) Schwantes
- Braunsia nelii Schwantes - típusfaj
- Braunsia stayneri (L.Bolus) L.Bolus
- Braunsia vanrensburgii (L.Bolus) L.Bolus